# Giovanni Cornacchia
Giovanni Cornacchia (* 18. Juni 1939 in Pescara; † 23. Juli 2008 ebenda) war ein italienischer Leichtathlet, der bei den Leichtathletik-Europameisterschaften 1962 Silber im 110-Meter-Hürdenlauf gewann. 

## Karriere
Cornacchia gewann seinen ersten italienischen Meistertitel 1960. Bei den Olympischen Spielen 1960 in Rom schied er in 14,5 Sekunden im Viertelfinale aus. 1962 lief Cornacchia seine Bestzeit von 13,9 Sekunden, mit der er den sechsten Platz in der Weltjahresbestenliste erreichte. Bei den Europameisterschaften 1962 in Belgrad gewann er in 14,0 Sekunden Silber hinter Anatoli Michailow aus der Sowjetunion.
1964 gewann Cornacchia seinen zweiten italienischen Meistertitel. Bei den Olympischen Spielen 1964 in Tokio stellte er im Halbfinale seine Bestzeit mit elektronischer Zeitmessung auf, als er in 14,06 Sekunden Zweiter hinter dem US-Amerikaner Blaine Lindgren wurde. Im Finale belegte Cornacchia mit 14,12 Sekunden den siebten Platz. Neben Cornacchia liefen mit Eddy Ottoz auf dem vierten Platz und Giorgio Mazza auf dem achten Platz zwei weitere Italiener im Olympischen Hürdenfinale von 1964.
Bei der Universiade 1965 in Budapest siegte Eddy Ottoz vor Giovanni Cornacchia und dem US-Amerikaner Willie Davenport. 1966 fanden in Dortmund die ersten Europäischen Hallenspiele statt, die Vorläufer der späteren Halleneuropameisterschaften. Cornacchia belegte in seiner persönlichen Hallenbestzeit von 7,9 Sekunden den fünften Platz im 60-Meter-Hürdenlauf, während sein Landsmann Eddy Ottoz in 7,7 Sekunden gewann. Eddy Ottoz siegte auch bei den Europameisterschaften 1966, die ebenfalls in Budapest stattfand; Cornacchia belegte in 14,2 Sekunden den fünften Platz vor dem dritten Italiener Sergio Liani, der zeitgleich Sechster wurde. Bei den Mittelmeerspielen 1967 in Tunis siegte Cornacchia vor Liani. 1968 nahm Cornacchia zum dritten Mal an Olympischen Spielen teil, schied aber bereits im Vorlauf aus.
Bei einer Körpergröße von 1,86 Meter betrug sein Wettkampfgewicht 78 Kilogramm.